# Veljko Bulajić
Veljko Bulajić (n. 22 martie 1928, Vilusi, Comuna Nikšić, Regatul Iugoslaviei – d. 2 aprilie 2024, Zagreb, Croația) a fost un regizor de film muntenegreano-croat care a primit premiul Kalinga din partea UNESCO. Și-a petrecut majoritatea vieții lucrând în Croația și este cunoscut în primul rând pentru regizarea unor filme iugoslave despre cel de-al Doilea Război Mondial, filme tematice în genul film de partizani. Bulajić a fost un luptător al rezistenței în cel de-al doilea război mondial, după ce s-a alăturat grupărilor de partizani iugoslavi la vârsta de 13 ani. Bulajić și cei doi frați mai mari ai săi au fost răniți în luptă și la un moment dat întreaga sa familie a fost închisă într-un lagăr de concentrare fascist italian. Cei doi frați supraviețuitori, Veljko și Stevan, vor scrie mai târziu scenariile filmelor Kozara și Bătălia de pe Neretva. Conform companiei publice de radioteleviziune din Croația, filmele sale au avut o audiență de peste 500 de milioane de spectatori în întreaga lume. Primele patru dintre cele mai vizionate filme iugoslave din toate timpurile au fost regizate de Bulajic.

## Tinerețe
Bulajić s-a născut în satul Vilusi, lângă Nikšić, Regatul Sârbilor, Croaților și Slovenilor. A absolvit liceul din Sarajevo. După al doilea război mondial, a fost staționat în baza armatei populare iugoslave din Zagreb. Acesta este locul în care Bulajic și-a găsit pasiunea pentru film, ceea ce l-a determinat să studieze la Centro Sperimentale di Cinematografia din Italia, școală pe care a absolvit-o în 1959. A lucrat apoi ca asistent cu legendele filmului italian Federico Fellini și Vittorio De Sica înainte de a se întoarce în Iugoslavia.

## Carieră

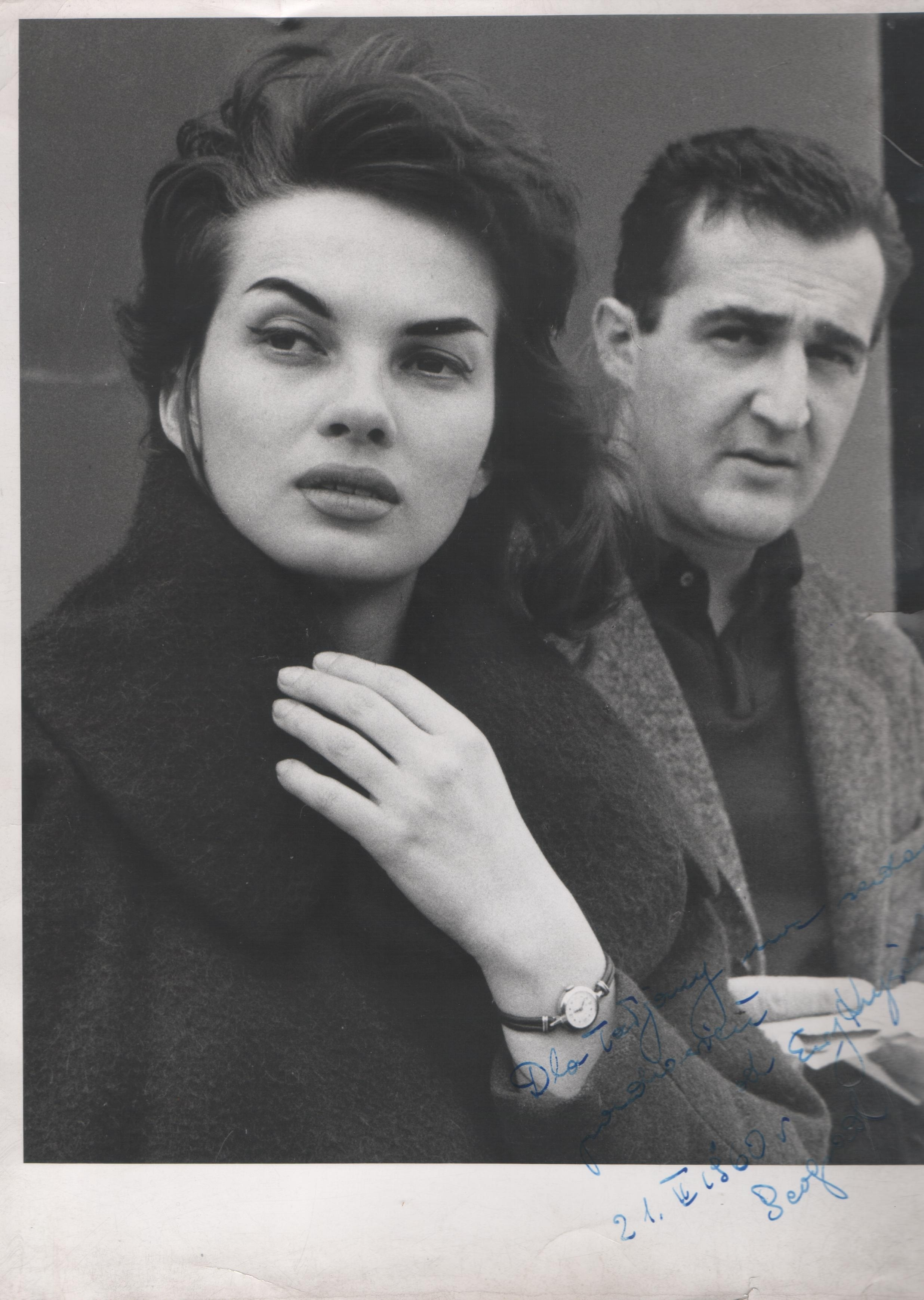
Veljko Bulajić și Ewa Krzyzewska, în 1960

Bulajic a produs pentru prima dată două scurtmetraje, înainte de a debuta cu lungmetrajul Vlak bez voznog reda. Filmul este o dramă complexă care se ocupă de interacțiunile dintre oamenii care părăseau cu forța casele strămoșilor pentru a se muta în terenuri agricole noi, încă nedezvoltate. Debutul său a fost un succes major și i-a adus patru premii la Premiile Naționale Iugoslave ale Filmului (acum cunoscut sub numele de Festivalul de Film de la Pula), un premiu din partea orașului Zagreb și premiul pentru cel mai bun film de debut la Festivalul Internațional de Film de la Cannes. Următoarele două filme ale sale, Rat și Uzavreli grad au primit, de asemenea, premii de aur și de argint în diferite categorii la Premiile Naționale Iugoslave ale Filmului. 
În 1962, filmul său Kozara l-a adus în atenția internațională, deoarece a câștigat din nou Marea Arenă de Aur pentru cel mai bun film la Premiile Naționale Iugoslave ale Filmului, iar filmul a avut premiera în cel mai mare muzeu din lume, la Muzeul Luvru din Franța. A fost înscris la cel de-al treilea Festival Internațional de Film de la Moscova, unde a câștigat Premiul de Aur. Bulajić a fost membru al juriului la cel de-al 4-lea Festival Internațional de Film de la Moscova.
În 1969, el a scris și regizat legendarul film de război Bătălia de pe Neretva cu Orson Welles și Yul Brynner. Filmul a fost vizionat de peste 350 de milioane de oameni din întreaga lume și este unul dintre cele mai scumpe filme produse vreodată într-o altă limbă decât cea engleză. Pablo Picasso  a creat unul dintre afișele promoționale ale filmului, unul dintre doar două postere de film pe care artistul spaniol le-a creat vreodată. În loc de plată, Picasso și Bulajic au convenit că Bulajic îi va oferi lui Picasso 12 sticle de vin iugoslav. Cei doi s-au întâlnit la Festivalul de Film de la Monte Carlo cu câțiva ani înainte de premiera filmului Bătălia de pe Neretva, când Bulajic a luat premiul pentru Marele Premiu pentru filmul său Skopje '63. Picasso a decis să participe la festival după ce i s-a arătat o previzualizare a filmului de către Marcel Achard. Coloana sonoră a filmului Bătălia de pe Neretva a fost creată de compozitorul câștigător al Premiului Oscar Bernard Herrmann, iar filmul a fost nominalizat la Premiul Oscar pentru cel mai bun film străin. Președintele Iosip Broz Tito și Prima Doamnă Jovanka Broz, Omar Sharif și Sophia Loren au participat la premiera filmului. La 16 ianuarie 2018, guvernul Republicii Slovenia a făcut o cerere oficială Republicii Serbia solicitând ca exemplarele originale ale filmului să fie livrate Sloveniei și recunoscute oficial ca făcând parte din moștenirea sa culturală națională. Bulajic a răspuns prin intermediul mass-mediei croate că nici slovenii, nici sârbii nu au drepturi asupra filmului, întrucât a fost o producție croată. În momentul lansării filmului, toate cele trei țări făceau parte din Iugoslavia. 
În 2017, Bulajic a început să filmeze ceea ce se crede a fi ultimul său lungmetraj. În acest film, Escape to the Sea, joacă actorul din serialul Urzeala tronurilor, Tom Wlaschiha, în rolul unui soldat german pierdut în spatele liniilor inamice în cel de-al doilea război mondial.

## Premii și recunoaștere
Probabil că cea mai mare recunoaștere a carierei lui Bulajic a venit atunci când secretarul general al Organizației Națiunilor Unite pentru Educație, Știință și Cultură (UNESCO) i-a acordat prestigiosul Premiu Kalinga pentru cea mai semnificativă contribuție artistică globală a anului. Premiul a fost primit pentru filmul său documentar Skoplje '63 despre cutremurul masiv care a distrus orașul în 1963. Filmul a fost proiectat la Festivalul Internațional de Film de la Cannes și a primit Marele Premiu la Festivalul de Film de la Monte Carlo.
Bulajic a primit premiile pentru cel mai bun regizor sau pentru cel mai bun film la Festivalul de Film de la Cairo, Festivalul de Film de la Vancouver, Festivalul internațional de Film de la Cairo, Festivalul de Film de la Florența, Festivalul de film de la Avelin, Festivalul de film de la Cuneu și Festivalul de Film (Documentar) Dok Leipzig.
În 2010, comisia celui de-al 32-lea Festival Internațional de Film de la Moscova a inclus Bătălia de la Neretva în lista sa cu cele mai importante 10 filme realizate vreodată despre Al Doilea Război Mondial. Astfel filmul său a ajuns în compania unor capodopere precum The Bridge on the River Kwai (Podul de pe râul Kwai) de David Lean și Empire of the Sun (Imperiul Soarelui) de Steven Spielberg.

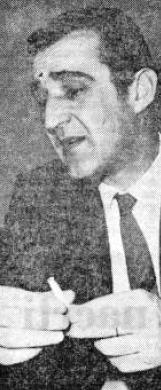
Veljko Bulajić la 40 de ani, în 1968

De-a lungul carierei sale, Bulajic a lucrat cu o serie de vedete hollywoodiene, printre care Orson Welles, Hardy Krüger, Serghei Bondarciuk, Franco Nero, Christopher Plummer și Yul Brynner. 
Celelalte premii notabile ale lui Bulajic includ zece premii Arena de Aur la Festivalul de Film de la Pula, Leul Sfântului Marcu la Festivalul de film din Veneția, premiul publicului la Festivalul Internațional de Film de la Cannes, Premiul Nimfa de Aur (Nymphe d'or) la Festivalul de Televiziune de la Monte-Carlo (Festival de Télévision de Monte-Carlo), Medalia de Aur la Festivalul Internațional de Film de la Moscova, un premiu pentru întreaga sa activitate la Festivalul MedFilm și cel mai vechi premiu de film din Europa - Nastro d'Argento acordat de Sindicatul Național al Ziariștilor de Film din Italia.
Bulajic a participat în juriul Festivalului de Film de la Cannes în 1968, 1969 și 1980. Este una dintre cele doar 15 persoane care au fost membri ai juriului de cel puțin trei ori. Bulajic a mai participat ca membru în juriul Festivalului de Film de la Veneția, în juriul Festivalul Internațional de Film de la San Sebastián și al Festivalului Internațional de Film de la Delhi. Într-un articol din 2011, organizația americană de jurnalism Politico s-a referit la Bulajic ca „unul dintre cei mai de succes regizori ai vremii sale”.
În 2016 a primit Premiul Legenda filmului sud-est european (SEE Film Legend Award) din partea Comitetului Internațional al Festivalului de Film din Europa de Sud-Est.
Activitatea lui Bulajic a fost recunoscută prin numeroase alte premii, premii de stat și medalii. Printre acestea se numără: premiul Orașului Berlin, Premiul Consiliului Antifascist pentru Eliberarea Națională a Iugoslaviei, care a fost cel mai înalt premiu de stat din Republica Socialistă Federativă Iugoslavia, Premiul sovietic „Pământul Sacru al Stalingradului”, premiul Muntenegrului „13 iulie”, premiul Orașului Skopje (Macedonia), premiul Orașului Zagreb (Croația) și Premiul Vladimir Nazor pentru întreaga activitate în cinematografie acordat de Republica Croația pentru contribuții deosebite în artă și cultură.

## Filmografie
- Train Without a Timetable (1959)
- Atomic War Bride (1960)
- Kozara (1962)
- Skoplje '63 (1964)
- Looking Into the Eyes of the Sun (1966)
- Battle of Neretva (1969)
- The Day That Shook the World (1975)
- The Man to Destroy (1979)
- High Voltage (1981)
- Great Transport (1983)
- The Promised Land (1986)
- Donator (1989)
- Libertas (2006)

## Legături externe
- Veljko Bulajić la Internet Movie Database
- Veljko Bulajić la Filmski-Programi.hr